# Grad Inverness
Grad Inverness (škotskogelsko Caisteal Inbhir Nis) leži na pečini s pogledom na reko Ness v Invernessu na Škotskem. Zaporedje gradov stoji na tem mestu od leta 1057, čeprav sedanja struktura izvira iz leta 1836. Sedanja zgradba je zgodovinska stavba kategorije A.

## Zgodovina

### Srednjeveška zgodovina
Od leta 1057 na tem mestu stoji vrsta gradov. Grad naj bi zgradil Malcolm III. Škotski (Máel Coluim mac Donnchada). Prvi grad Inverness je delno uničil škotski kralj Robert I. leta 1307, ki je zravnal njegova obzidja z zemljo.
Leta 1428 je Jakob I. Škotski v svojem prizadevanju, da bi Gorjane spravil pokonci, sklical petdeset poglavarjev klanov na pogovor v grad Inverness. Toda, »kjer je takrat zasedal parlament, so bili enega za drugim po kraljevem ukazu aretirani, vkovani in zaprti v različnih stanovanjih ter jim je bila prepovedana kakršna koli komunikacija med seboj ali s svojimi privrženci.« Več poglavarjev je bilo usmrčenih na kraju samem. Med aretiranimi sta bila Aleksander, tretji lord otokov, in njegova mati Mariota, grofica Rossova. Lord Alexander je ostal zaprt dvanajst mesecev, nato pa se je vrnil v Inverness z 10.000 možmi in požgal mesto, čeprav mu ni uspelo zavzeti gradu.
Grad je bil zaseden med napadom na Ross leta 1491. Walter Ogilvy je bil februarja 1498 plačan za popravilo dveh gemmel stolpov gradu Inverness. Februarja 1509 je Jakob IV. Škotski postavil Aleksandra Gordona, 3. grofa Huntlyjevega, za dednega oskrbnika gradu in šerifa Invernessa.

### Marija I., škotska kraljica
Leta 1548 je George Gordon, 4. grof Huntly (1514–1562) dokončal še en grad s stolpom. Jakob V. Škotski in Margareta Tudor sta Huntlyja v zvezi z njegovo poroko z Elizabeth Keith leta 1530 prisilila zgraditi dvorano in kapelo na gradu. Huntly je bil grajski stražar do leta 1562. Mary of Guise, regentka Škotske, je avgusta 1556 prišla v Inverness, da bi vodila sodni dvor. Grad sta kasneje zavzela klan Munro in klan Fraser, ki sta med obleganjem Invernessa (1562) podpirala škotsko kraljico Marijo. Robert Mor Munro, 15. baron Foulisov, poglavar klana Munro, je bil odločen zagovornik in zvest prijatelj škotske kraljice Marije, zato mu je bil naklonjen tudi njen sin Jakob VI. Škotski.
Marija I., škotska kraljica, je prišla v Inverness septembra 1562. Potovala je iz Aberdeena. Reko Spey je pri Boharmu prečkala s trajektom. Čoln je stal 40 šilingov in njen uslužbenec je dal denar revnim ljudem v Boharmu. Ob cesti je bila bolnišnica, posvečena sv. Nikolaju, na Boat o'Brig v Boharmu, križišču Spey, kjer je bil prej lesen most.
George Buchanan pravi, da ko je nesrečna kraljica našla vrata gradu Inverness zaprta, »takoj ko so slišali za nevarnost njihovega vladarja, se je veliko število najuglednejših Škotov zgrnilo okoli nje, zlasti Fraserji in Munrosi, ki so bili veljali za najpogumnejšega od klanov, ki naseljujejo te dežele na severu«. Ta dva klana sta zavzela grad Inverness za kraljico, ki jim je zavrnila s sprejemom. Kraljica je kasneje obesila guvernerja, Gordona, ki je zavrnil vstop. Izvirni spisi Georgea Buchanana pravijo:
Audito Principis periculo magna Priscorum Scotorum multitudo partim excita partim sua sponte afferit, imprimis Fraserie et Munoroii hominum fortissimorum in illis gentibus familiae.
kar se prevede kot:

»Da se je velika množica starodavnih Škotov, zlasti Fraserjev in Munrosov, ki so veljali za najbolj pogumne družine med temi klani, zbrala okoli nje, ko so slišali za nevarnost njihove suverene.«
Medtem ko je bila škotska kraljica Marija v Invernessu, je kupila smodnik in 15 tartanskih pledov za svoje služabnike in člane svojega gospodinjstva. Mary se je preselila v Speyside v spremstvu "kapitanov višavskih mož", katerih služba je Škote stala £313-6s-8d.

### Druga obleganja gradu Inverness
Kasneje so bila obleganja Invernessa v letih 1562, 1649, 1650, 1689, 1715 in 1746. Marija, škotska kraljica in Henry Stuart, lord Darnley sta septembra 1565 imenovala Hucheon Rose iz gradu Kilravock za oskrbnika gradu. Oktobra je bilo odločeno, da mora biti oskrbnik George Gordon, 5. grof Huntly.
Maja 1619 so poročali, da je grad Inverness v slabem stanju in da je »velik del tega gradu precej podrt«. Kralj Jakob je pisal iz Theobalds House Johnu Erskineu,grofu Maru in Gideonu Murrayu ukaz, da je treba grad popraviti takoj, ko bodo zaključena prednostna dela v palači Linlithgow in gradu Dumbarton. Jakob je menil, da »čeprav se lahko zgodi, da ga mi v našem času ne bomo nikoli videli, še manj bivali v njem, pa lahko nekateri naši nasledniki izkoristijo priložnost, da ostanejo tam«. Grad v tem času ni bil popravljen.

### Trenutna struktura
Sedanja stavba je bila zgrajena na mestu prvotnega gradu. Struktura iz rdečega peščenjaka, ki kaže zgodnji obrambni grajski slog, je delo nekaj arhitektov iz 19. stoletja. Glavni (južni), ki je vključeval stare okrajne stavbe, vključno s šerifovim dvorom, je zasnoval William Burn (1789–1870) v zgodnjem grajskem slogu s prsobrani, zgrajenem iz rdečega peščenjaka in dokončanem leta 1836. Severni blok, ki je bil prvotno uporabljen kot zapor in pozneje uporabljen kot dodaten dvor, je zasnoval Thomas Brown II. (1806–ok. 1872) v podobnem slogu, prav tako zgrajen iz rdečega peščenjaka in je bil dokončan leta 1848. Medtem je Joseph Mitchell (1803–1883) zasnoval obzidje z bastijoni. Zasnova glavne stavbe je vključevala simetrično glavno pročelje sedmih enot, obrnjenih proti jugu. Osrednji del, ki je bil nekoliko štrleč naprej, je vključeval vrata s polkrožnim lokom, obkrožena z okni v pritličju, tremi okni v prvem nadstropju in parapetom zgoraj. Zunanji deli so imeli obliko stolpov, pri čemer je bil levi stolp okrogel, desni pa kvadraten.
Po izvajanju zakona o lokalni upravi (Škotska) iz leta 1889, ki je ustanovil okrožne svete v vsakem okrožju, so novi voditelji okrožij morali določiti kraj srečanja za okrožni svet Inverness-shire in se ustrezno dogovoriti za srečanje na dvoru. Potem ko se je okrožni svet Inverness-shire leta 1963 preselil na svoj novi sedež na Glenurquhart Road, je stavba še naprej služila sodni funkciji, uporabljala se je za zaslišanja šerifovega sodišča in en dan v mesecu za zaslišanja mirovnega sodnika. Vendar so bile obravnave šerifovega sodišča v Invernessu 30. marca 2020 prestavljene v pravosodni center v Invernessu.
Zaradi obsežne obnove in preoblikovanja so bili grad in okolica leta 2021 zaprti za javnost. Mesto naj bi bilo ponovno odprto za javnost leta 2025.

## Bankovec za 50 funtov
Ilustracija gradu je prikazana na hrbtni strani bankovca za 50 funtov, ki ga je izdala Royal Bank of Scotland in je bil predstavljen leta 2005.

## Galerija
- Godba dud na gradu Inverness, 2014
- Grad Inverness pozimi s kipom Flore MacDonald v ospredju
- Grad Inverness
- Pogled na grad Inverness z druge strani reke Ness